# Епархия Лимерика
Епархия Ли́мерика (лат. Dioecesis Limericiensis, ирл. Deoise Luimnigh) — диоцез Римско-католической церкви, в составе митрополии Кашела и Эмли в Ирландии. Основан в 1111 году.
В настоящее время (последние данные представлены в 2010 году) площадь диоцеза составляет 2 100 км² с населением в 178 300 человек, из которых 171 000 человек исповедуют католицизм и являются членами Римско-католической церкви. Клир епархии включает 171 священника (121 епархиального и 50 монашествующих), 102 монахов и 307 монахинь.
С 2013 года епархией управляет епископ Брендан Лихи. Епархиальное управление находится на улице Генри в городе Лимерик.

## Территория

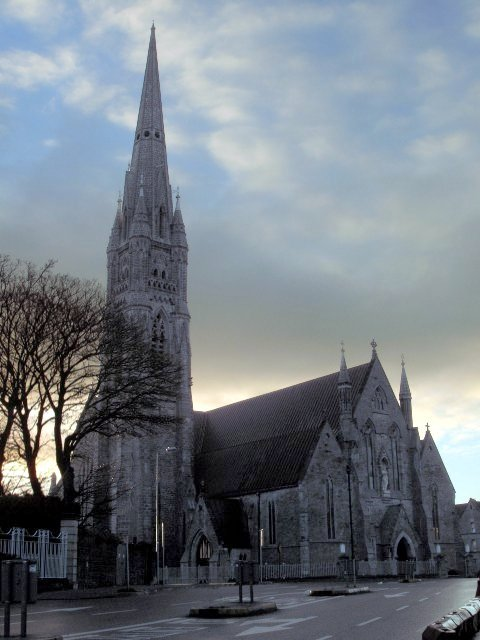
Собор Святого Иоанна Крестителя в Лимерике

В юрисдикцию епархии входит 60 приходов на территории графств Лимерик, Клэр и Керри в провинции Манстер, в Ирландии.
Кафедра епископа находится в церкви Святого Иоанна Крестителя в городе Лимерик. Статус собора был присвоен храму 7 января 1912 года декретом папы римского Пия X.

## История
Христианство на территории епархии появилось в V веке после проповеди святого Патрика и его ученика святого Сенана, одного из двенадцати апостолов Ирландии. В VII веке святой Манчин, который по преданию был первым епископом Лимерика, основал аббатство и школу в деревне Мангрет.
В IX веке викинги уничтожили аббатство и основали колонию Лимерик, из которой по реке Шаннон нападали на близлежащие кельтские деревни и монастыри. В X веке город был завоёван Брианом Бору, королём Томонда. Известно, что около 1050 года у викингов-христиан был свой епископ Лимерика, назначенный архиепископом Кентербери, но неизвестно ни имени его, ни информации о юрисдикции.
Официально кафедра в Лимерике при церкви Пресвятой Девы Марии была учреждена в 1111 году на соборе в Рэтбрессиле. Епархия Лимерика была включена в состав митрополии Кашела. На соборе председательствовал папский легат Гилла Эспайк, он же Гилберт, первый известный епископ Лимерика.

Джон Янг (1746—1813), епископ Лимерика с 1796 по 1813 год

В 1174 году Лимерик захватили короли Англии. Они продолжили возведение собора, начатое в 1168 году при епископе Доннхаде О’Брайене, он же Донат, происходившем из рода королей Томонда. Собор был достроен совместными усилиями ирландцев и англичан и при нём был основан капитул. Впоследствии капитулу был дарован ряд привилегий, а епархию разделили на благочиния. При том же епископе в состав епархии Лимерика вошла часть территории древней епархии Иннискаттери на острове Скаттери. В 1199 году городом овладели де Бурги, которые вскоре стали править как независимые князья.
Во время Реформации в Ирландии, при короле Эдуарде VI на кафедру был назначен первый протестантский епископ, Уильям Кейси, однако местное население осталось верным католицизму. В ходе последовавших за этим гражданских войн XVI—XVII веков положение католиков в епархии ухудшилось. Одержавшие вверх протестанты уничтожили все католические приходы в Лимерике и запретили католикам селиться в городе. Вплоть до XIX века местные католики подвергались политическому и экономическому давлению со стороны государства, но, несмотря на преследования, они снова стали селиться в городе и построили новые церкви. Вскоре протестанты оказались в Лимерике в меньшинстве.
В 1805 году при епископе Джоне Янге в диоцезе был открыт епархиальный колледж. В течение всего XIX века, после прекращения преследования католиков со стороны государства в Великобритании, на территории епархии было построено много церквей, в том числе кафедральный собор, открылись католические учебные заведения, появились дома и монастыри монашеских орденов и конгрегаций. Первыми в 1806 году в Лимерике открыли католическую школу и построили дом института монахи из Конгрегации христианских братьев (C.F.C.), основанной за несколько лет до этого блаженным Эдмундом Игнатием Райсом. В XX веке в епархии появилась собственная периодика. С 1954 по 1970 год издавался ежеквартальный журнал «Наша католическая жизнь» (англ. «Our Catholic Life»).
В начале XXI века в диоцезе разгорелся скандал, причиной которого стали обвинения в сексуальном насилии над несовершеннолетними, предъявленные нескольким священникам епархии. Общество подвергло епархиальное руководство жёсткой критике за попустительство, вследствие чего, 17 декабря 2009 года епископу Доналу Брендану Мюррею пришлось покинуть кафедру, которая затем длительное время оставалась вакантной.
C 2011 года при диоцезе действует Служба по защите детства, чьей главной задачей является выявление, предотвращение и недопущение случаев насилия над детьми. В 2012 году епархия получила 45 индивидуальных жалоб о насилии над несовершеннолетними, с 1940 по 1994 год, на 26 священников, 14 из которых уже были мертвы. Все жалобы были переданы в государственные органы власти, включая полицию, но ни по одной из них не было обнаружено оснований для заведения уголовного дела. В ходе проведённого самой епархией расследования в отношении оставшихся 12 священников, пятеро были отправлены на покой из-за преклонного возраста, четверо продолжили служение или оставили священство, трое, к этому времени, служили в других диоцезах. Всего к 2012 году в епархии нашли подтверждение только два случая сексуального насилия над детьми. Пострадавшим были принесены извинения и выплачены компенсации в общем составившие 323 000 евро.

## Ординарии епархии
В настоящее время римско-католическую кафедру Лимерика возглавляет 47-й епископ.